# Alden Ehrenreich
Alden Caleb Ehrenreich (ur. 22 listopada 1989 w Los Angeles) – amerykański aktor, znany między innymi z głównej roli w filmie Tetro (2009) Francisa Forda Coppoli.

## Filmografia
- Nie z tego świata jako Ben Collins (1 odcinek, 2005)
- CSI: Kryminalne zagadki Las Vegas jako Sven (1 odcinek, 2006)
- Tetro (2009) jako Bennie
- Somewhere. Między miejscami (2010)
- Piękne istoty (2013) jako Ethan Wate
- Stoker (2013) jako Whip Taylor
- Running Wild (2015) jako Eli
- Ave, Cezar! (2016) jako Hobie Doyle
- Zasady nie obowiązują (2016) jako Frank Forbes
- Żółtodzioby (2017) jako Brandon Bartle
- Han Solo: Gwiezdne wojny – historie (2018) jako Han Solo
- Oppenheimer (2023) jako Doradca Senatu